# ريتشارد ماير (لاعب كرة مضرب)
ريتشارد ماير (بالإنجليزية: Richard Meyer)‏ هو لاعب كرة مضرب أمريكي، ولد في 4 سبتمبر 1955 في نيويورك في الولايات المتحدة.

## وصلات خارجية
- ريتشارد ماير على موقع رابطة محترفي التنس (الإنجليزية)
- ريتشارد ماير على موقع الاتحاد الدولي لكرة المضرب (الإنجليزية)
- ريتشارد ماير على موقع خلاصة التنس.كوم (الإنجليزية)